# Prosthechea latro
Prosthechea latro là một loài thực vật có hoa trong họ Lan. Loài này được (Rchb.f. ex Cogn.) V.P.Castro & Chiron mô tả khoa học đầu tiên năm 2003.